# West Burton (Nottinghamshire)
West Burton – osada i civil parish w Anglii, w Nottinghamshire, w dystrykcie Bassetlaw. Wioska leży w północno-wschodniej części hrabstwa. West Burton zlokalizowane jest między wsiami Bole i Sturton le Steeple. West Burton jest wspomniana w Domesday Book (1086) jako Burtone.